# Анисимов, Юрий Александрович
Юрий Александрович Анисимов (28 декабря 1918, Белый, Смоленская губерния — 10 июля 1985, Киев) — советский историк науки и техники. Доктор исторических наук.

## Биография
Родился Юрий Анисимов в 1918 году.
В 1940-х годах работал в Ленинградском геологическом управлении, затем стал курсантом Ленинградского училища.
Был участником Второй мировой войны, стал инвалидом.
В 1948 году окончил Ленинградский горный институт, до 1951 года был аспирантом в этом же вузе на кафедре «история техники».
С 1951 по 1953 год — главный инженер отдела истории техники АН УССР. Защитил кандидатскую диссертацию по теме «Основные этапы развития техники бурения нефтяных скважин в дореволюционной России», после чего работал в том же отделе старшим научным сотрудником.
С 1953 по 1983 годы заведовал отделом истории техники. Защитил докторскую диссертацию по теме «История изучения и использования железорудной базы Украины (1861—1917 годы)».
В 1983 году вышел на пенсию.

## Научная деятельность
Исследовал историю развития горного дела, геологических исследований и техники разведки полезных ископаемых.
Автор более 100 работ. Основные работы:
- История машиностроения в Украинской ССР. — К., 1957 (в соавторстве).
- Геолог Леонід Іванович Лутугін. — К., 1959 (в соавторстве).
- Багатства надр України. — К., 1968 (в соавторстве).
- История технического развития угольной промышленности Донбасса. — В 2 т. — К., 1969 (в соавторстве).
- Научно-технический прогресс в Украинской ССР. — К., 1971 (в соавторстве).
- Розвиток металургії в Українській РСР. — К., 1972 (в соавторстве).
- Феодосий Николаевич Чернышов. 1856—1917. — М., 1985.